# Edibe Sözen
Edibe Sözen (* 1961) ist eine türkische Soziologin und Politikerin.

## Leben
Sözen ist Tochter eines Kolonialwarenhändlers in Zentralanatolien. Sie studierte an der Marmara-Universität in Istanbul und an der Universität Wisconsin, USA. Edibe Sözen wurde im Jahr 2006 zur Kommunikationsberaterin von Premier Recep Tayyip Erdoğan; heute ist sie stellvertretende Vorsitzende von dessen Partei. Sözen wurde bei den türkischen Parlamentswahlen von 2007 für die Adalet ve Kalkınma Partisi (AKP) ins türkische Parlament gewählt. 
In die Kritik geriet Sözen mit einem Gesetzentwurf zum Jugendschutz, der vorsah, dass Käufer von Pornografie künftig staatlich registriert werden. Auch sollten in allen Schulgebäuden Gebetsräume errichtet und der Besuch von Internetcafés für Jugendliche unter 18 Jahren verboten werden. Ein Sturm der Entrüstung von Opposition und Medien bewirkten, dass ihre Partei sich vom Gesetzesentwurf distanzierte.

## Werke
- Medyatik Hafıza (1999)
- Söylem (2000), ISBN 975-7819-19-0
- Kimliklerimiz (2000)
- Kertenkele Mantığı (2004)